# Berner Rosenäpple

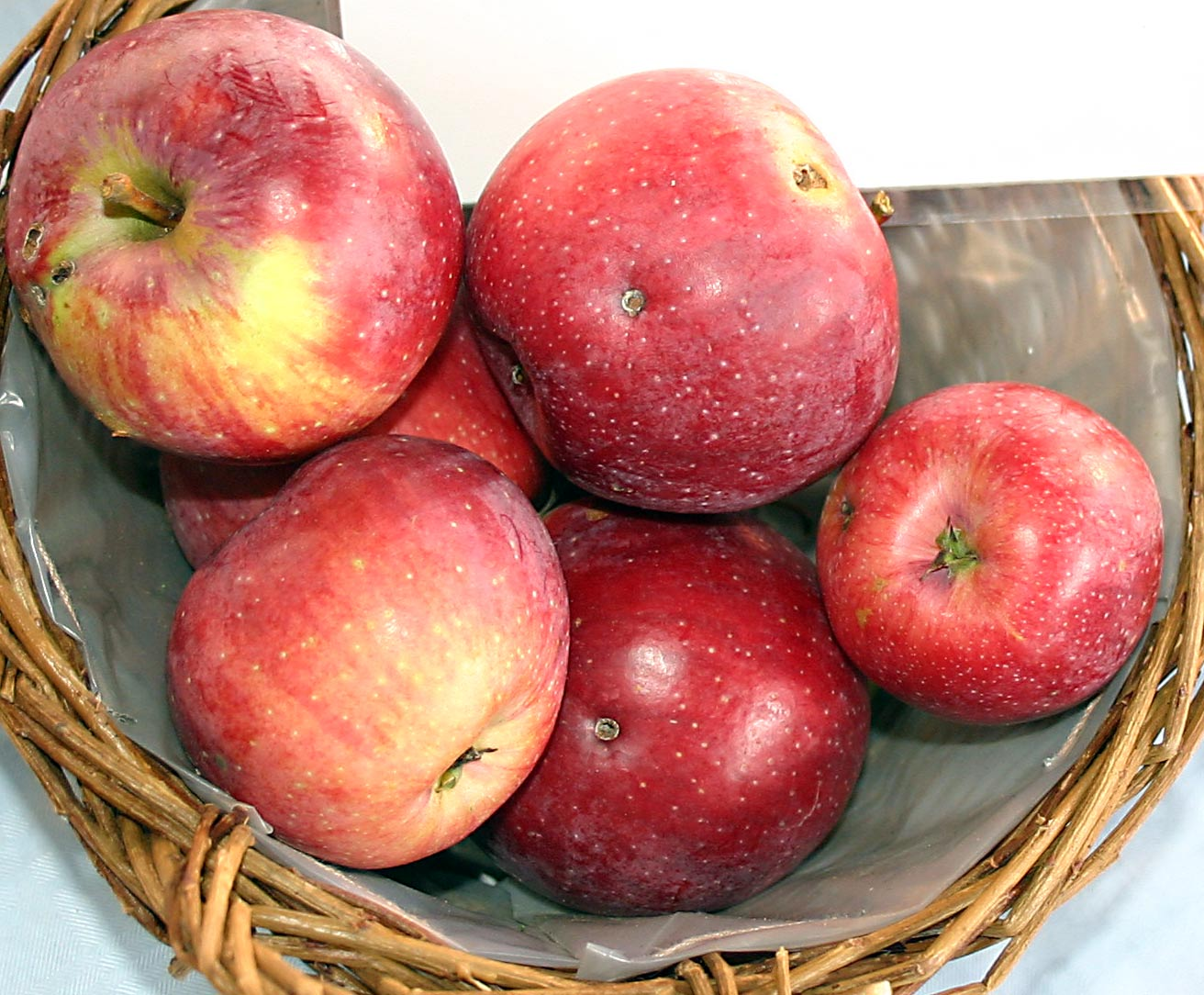
Berner Rosenäpple

Berner rosenäpple är en rödfärgad äppelsort som har odlats i Sverige sedan slutet av 1800-talet. Moderträdet hittades på 1860-talet i Schweiz.
Blomningen är något sen, och Berner rosenäpple pollineras av bland annat Boiken, Cox Orange, Eldrött Duväpple, Filippa, Gul Richard och James Grieve. Äpplet odlas gynnsammast i zon I–III. Känslig för skorv, mjöldagg och fruktträdskräfta.
Äpplet är lågallergent.
Sorten kallades i Skåne för Bannrosäpple och Bantarosäpple.
Berner Rosenäpple började spridas i Sverige år 1902 av Alnarps Trädgårdar.